# David Unwin
Pour les articles homonymes, voir Unwin.
David Unwin (ou David M. Unwin) (1959-) est un paléontologue spécialiste des ptérosaures. En 2006, il rejoint l'université de Leicester après avoir travaillé pour le musée d'histoire naturelle de Berlin.